# المحجر (بعدان)

تعديل مصدري - تعديل

المحجر هي إحدى قرى عزلة المنار بمديرية بعدان التابعة لمحافظة إب، بلغ تعداد سكانها 272 نسمة حسب تعداد اليمن لعام 2004.